# Маја Брукнер
Маја Брукнер (31. октобар 1980, Нови Сад) српска је глумица и певачица.
Завршила је Академију уметности у Новом Саду. Игра у представама Позоришта на Теразијама, Позоришта Славија и Позоришта младих. Глумила је у мјузиклу Кокана Младеновића Маратонци трче почасни круг. Такође, глуми у мјузиклу Весело девојачко вече са Тијаном Дапчевић, Иваном Петерс, Зораном Павић и Јеленом Ђукић.
Завршила је и нижу музичку школу. Била је фронтмен новосадског бенда Руке y вис, са којим издаје два албума. Певала је у бендовима SoulShine и рок групи Црни паун, а тренутно пева у групи Maja Brukner and Co.
Девет година је била у ванбрачној заједници са Ненадом Пагонисом са којим се растаје 2019. године, имају сина Владимироса и ћерку Тесу.

## Представе (избор)
- Весело девојачко вече
- Маратонци трче почасни круг
- РОЗА
- Брак од А до Ш
- La strada
- Секс у браку и по дану и по мраку
- Сунцокрети (Где живе сунчеви зраци?)
- Болест младости
- Ко се боји Исадоре Мунћан
- Мефисто
- Ја сам Милева Марић Ајнштајн
- Три

## Дискографија

### Албуми
са бендом Руке у вис
- Само један је пут (2007)
- Сунце (2010)